# Bill Burr
William Frederic Burr (* 10. června 1968) je americký stand-up komik, herec, scenárista a podcaster původem z Massachusetts. Časopis Rolling Stone jej řadí mezi nejlepší komiky všech dob. Burr pravidelně vydává Monday Morning Podcast a je tvůrcem animovaného seriálu R jako rodina. Hrál v seriálech Perníkový táta (2011–13) a The Mandalorian (2019–2020).
Jeho první vystoupení v Česku bylo v Praze v lednu 2019.

## Tvorba

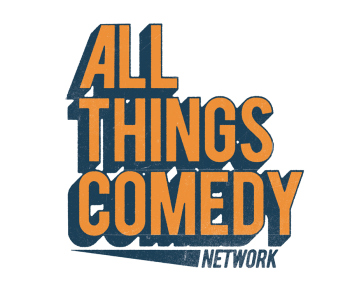
Burr spoluzaložil All Things Comedy network

### Živá vystoupení
- Emotionally Unavailable (2003) [CD]
- Comedy Central Presents (2003)
- One Night Stand (2005)
- Why Do I Do This? (2008) [CD/DVD/Netflix]
- Let It Go (2010) [CD/DVD/Netflix]
- You People Are All The Same (2012) [download]
- Live at Andrew's House (2014) [limitovaný vinyl]
- I'm Sorry You Feel That Way (2014) [Netflix]
- Walk Your Way Out (2017) [Netflix]
- Paper Tiger (2019) [Netflix]
- Friends Who Kill (2022) [Netflix]
- Live at Red Rocks (2022) [Netflix]

### Televize
- Chappelle's Show – různé role (2004)
- Perníkový táta – Patrick Kuby (2011–13, anglický originál Breaking Bad)
- R jako rodina – Frank Murphy (2015–dosud, anglický originál F Is for Family)
- The Mandalorian – Migs Mayfeld (2019–2020)